# Gülcihan Koç
Gülcihan Koç (* 1965 in Hafik/Sivas) ist eine alevitische Sängerin.

## Leben und Karriere
Gülcihan Koç wuchs  in einem kleinen Dorf Çaltılı in Hafik auf. Sie stammt aus einer sehr musikalischen alevitischen Familie. Bis 1987 trat Gülcihan Koç bei kleinen Konzerten auf und war weitgehend unbekannt. 1988 schaffte sie mit dem Album Yardan Haberi Gelmiş  den Durchbruch.
Unter anderem mit Metin Karatas nahm sie ein Album auf. Bei ihren Alben wurde sie von  Metin Karatas, Ibrahim Yilmaz, Mustafa Kacmaz, Emre Saltik, Aydın Öztürk und Erdal Erzincan unterstützt. Bislang brachte Gülcihan Koç insgesamt 19 Alben auf den Markt. Sie arbeitet zusammen mit Arif Sağ, Belkis Akkale, Yusuf Sorgun, Erdal Erzincan, Metin Karatas, Muhlis Akarsu, Sabahat Akkiraz.
Gülcihan Koç größte Vorbilder für ihre Karriere sind Arif Sag, Belkis Akkale und Asik Davut Sulari.
Heute tritt Gülcihan Koç in großen Konzerten auf mit anderen erfolgreichen alevitischen Sängern.

## Diskografie

### Alben
- 1985: Söyle Dilber
- 1987: Senin Yazı Kışa Benzer
- 1988: Yardan Haber Gelmis
- 1989: Gül Yüzlü Sevdiğim
- 1990: Ara Beni
- 1991: Halk Ozanlari Avrupa Konzeri 2
- 1992: Deyişlerde Biz Varız
- 1993: Vefasız Yıllar
- 1994: Bilmeyene Söylüyorum
- 1995: Nazlı Yar
- 1996: Güzelliğin On Para Etmez
- 1997: Yiğidim Selam Olsun
- 1998: Seher Vakti
- 1999: Dost Nazarinda
- 2001: Cekil Daglarimda
- 2002: Sevdam Sana
- 2003: Dost Yoluna
- 2004: Pir Sultan Abdal Dostlari
- 2006: Tükenmez Gurbet Acısı
- 2010: İçimdeki Gizli Derdim
- 2015: Kırklar

### Singles (Auswahl)
- 1999: Ali'ye Selman Olasın
- 2005: Zalım Felek